# Vest-Telemark
Vest-Telemark er et distrikt i den vestlige del av Telemark fylke i Norge. Det består af de 6 kommuner Vinje, Tokke, Seljord, Kviteseid, Fyresdal og Nissedal. Området har ingen byer og var tidligere en del af Øvre Telemarkens fogderi.
Distriktet har i alt 14.305 indbyggere (SSB 1. juli 2007) og et areal på 7.702 kvadratkilometer.

## Administrative inddelinger
- Distriktet udgør Vest-Telemark provsti under Agder og Telemark bispedømme i Den norske kirke.
- Distriktet udgør retsområdet Vest-Telemark tingrett under Agder lagdømme.
- Distriktet har et interkommunalt regionsrådsamarbejde, som også inkluderer Hjartdal kommune.
- Distriktet udgør handelsregionen Vest-Telemark sammen med Hjartdal (SSB).